# Paratropus oharai
Paratropus oharai är en skalbaggsart som beskrevs av Kanaar 1997. Paratropus oharai ingår i släktet Paratropus och familjen stumpbaggar. Inga underarter finns listade i Catalogue of Life.